# Spilosoma everetti
Spilosoma everetti är en fjärilsart som beskrevs av Rothschild 1910. Spilosoma everetti ingår i släktet Spilosoma och familjen björnspinnare. Inga underarter finns listade i Catalogue of Life.